# Potapowyczi (stacja kolejowa)
Potapowyczi (ukr. Потаповичі) – stacja kolejowa w miejscowości Potapowyczi, w rejonie korosteńskim, w obwodzie żytomierskim, na Ukrainie. Położona jest na linii Kalinkowicze – Szepetówka.